# Li Yin

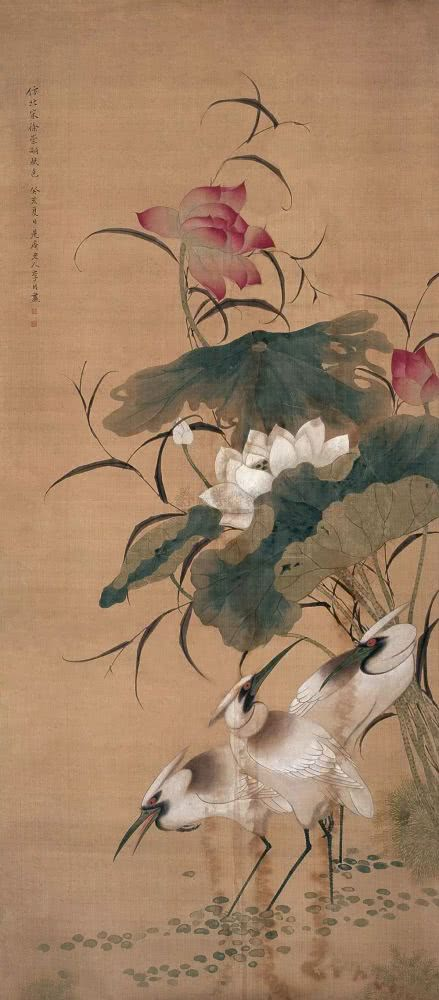
Flores de loto y aves,

Li Yin (en chino:李因), nombre de cortesía Jinsheng (今生), también conocida como Shi'an (是庵) y Kanshan Nüshi (Shaoxing, Zhejiang, ~1610- Haining, Zhejiang, 1685) fue una poetisa, pintora y calígrafa china de fines de la dinastía Ming y principios de la dinastía Qing. Es conocida sobre todo por sus ilustraciones de pájaros y flores con tinta china sobre seda.

## Biografía
Se sabe poco sobre su origen, se cree que fue humilde y que probablemente viviera como cortesana, como sugiere el biógrafo Huang Zongxi, quien la compara con Liu Rushi. Estudió con maestros como Chen Chun.
Estuvo casada con el pintor y burócrata Ge Zhengqi, al que acompañó en sus muchos viajes, y quien se cree que se suicidó durante los convulsos últimos años de la dinastía Ming al caer Nankín. Li Yin pudo mantenerse vendiendo sus lienzos. 